# Episodi di Another Self (seconda stagione)
La seconda stagione della serie televisiva drammatica turca Another Self (Zeytin Ağacı), composta da 8 episodi, è stata pubblicata sul servizio di streaming Netflix l'11 luglio 2024.
| nº | Titolo originale | Titolo italiano | Pubblicazione Turchia | Pubblicazione Italia |
| -- | ---------------- | --------------- | --------------------- | -------------------- |
| 1  | 1. Bölüm         | Episodio 1      | 11 luglio 2024        | 11 luglio 2024       |
| 2  | 2. Bölüm         | Episodio 2      | 11 luglio 2024        | 11 luglio 2024       |
| 3  | 3. Bölüm         | Episodio 3      | 11 luglio 2024        | 11 luglio 2024       |
| 4  | 4. Bölüm         | Episodio 4      | 11 luglio 2024        | 11 luglio 2024       |
| 5  | 5. Bölüm         | Episodio 5      | 11 luglio 2024        | 11 luglio 2024       |
| 6  | 6. Bölüm         | Episodio 6      | 11 luglio 2024        | 11 luglio 2024       |
| 7  | 7. Bölüm         | Episodio 7      | 11 luglio 2024        | 11 luglio 2024       |
| 8  | 8. Bölüm         | Episodio 8      | 11 luglio 2024        | 11 luglio 2024       |